# John Thoresby
John Thoresby (anche John of Thoresby) (Thoresby, 1295 – Cawood, 6 novembre 1373) è stato un cardinale, arcivescovo cattolico e politico inglese.
Fu vescovo di Saint David's, quindi vescovo di Worcester e infine arcivescovo di York. Dal 1349 fu anche Lord Cancelliere d'Inghilterra sotto il re Edoardo III.

## Biografia
John era il figlio di Hugh of Thoresby, Lord del Maniero del borgo di Thoresby, Wensleydale, nello Yorkshire.
Per un po' di tempo, Thoresby fu procuratore del Re presso la Corte Pontificia di Roma. Nel 1341 divenne Master of the Rolls, un incarico che svolse fino al 1346.
Nel 1345, gli fu dato in custodia il sigillo privato, divenendo così Lord del sigillo privato, incarico che mantenne fino al 1347.
Il Papa Clemente VI lo designò Vescovo di St. David il 23 maggio 1347 e fu consacrato il 23 settembre 1347.
Nello stesso anno, Thoresby era in attesa del Re a Calais con novantanove persone al suo seguito.
John divenne Lord Cancelliere d'Inghilterra nel 1349 e fu traslato da St. David a Worcester il 4 settembre 1349.
L'elezione di Thoresby ad Arcivescovo di York fu unanime ed approvata sia dal Re Edoardo III sia dal Papa Clemente VI, il quale lo nominò il 16 agosto 1352 come di suo diritto, rifiutando di riconoscere l'elezione fatta dal Capitolo.
Nel 1355, John fu Lord guardiano dei cinque porti e reggente del Regno durante l'assenza di Edoardo III. Si dimise da custode del Grande Sigillo nel 1356, per dedicarsi in seguito esclusivamente alla cura della provincia settentrionale.
A quell'epoca York non si trovava in una buona situazione. Sia dal principio del XIV secolo, i più alti uffici della Cattedrale di York erano stati nelle mani dei Cardinali romani, che ovviamente non vi risiedevano. La diaconia fu da loro tenuta tra il 1343 e il 1385.
Di conseguenza, ordine e disciplina mancavano sia nella chiesa sia nel resto della diocesi.
Thoresby si propose di ovviare a questi problemi al suo meglio. Aveva redatto, sotto forma di un catechismo, una breve asserzione di ciò che riteneva necessario per la salvezza, compresi gli articoli di fede, i dieci comandamenti, i sette sacramenti, le sette opere di misericordia corporale e le sette di misericordia spirituale, le sette virtù cardinali e teologali e i sette peccati capitali.
Il catechismo fu redatto in latino, ad uso del clero, e in rude verso inglese, tradotto dal Latino da John of Tavistock, un benedettino dell'abbazia di Santa Maria a York. Sia la versione latina sia quella inglese furono pubblicate dal palazzo di Cawood nel novembre 1373.
Le grandi differenze tra i punti di vista di York e Canterbury furono risolte durante il periodo in cui Thoresby fu arcivescovo.
Fu stabilito che ciascun primate dovesse recare la sua croce eretta nella provincia dell'altro; ma, come riconoscimento di questa concessione, Thoresby, nell'arco di due mesi, ed ognuno dei suoi successori per uno stesso periodo dopo la loro elezione, doveva inviare un cavaliere o un dottore in legge per offrire in nome suo al santuario di St. Thomas of Canterbury un'immagine d'oro del valore di 40 sterline che rappresentava un Arcivescovo recante una croce oppure un altro gioiello.
Sempre in questo periodo, Papa Innocenzo VI fece, nelle parole di Fuller, "una nuova distinzione – "Primate di Tutta l'Inghilterra", e "Primate di Inghilterra": assegnando il primo titolo a Canterbury ed il secondo a York. Così, quando due bambini piangono per la stessa mela, il padre indulgente la divide tra di loro. Eppure, in modo tale che egli dà la parte più grande e migliore al figlio che gli è più caro.".
L'Arcivescovo intraprese un'intensa attività edile presso la Cattedrale di York. Fu sepolto di fronte all'altare della Vergine nella Lady Chapel, il "novum opus chori" che egli fece edificare. Durante l'Arcivescovato di Thoresby, Walter Skirlaugh, in seguito Vescovo di Durham, fu il suo cappellano privato e William di Wykeham fu un prebendario di York. È possibile che sia Skirlaugh sia Wykeham, ampiamente riconosciuti come due dei più grandi costruttori dell'epoca, siano stati fortemente influenzati dall'attività edificatoria intrapresa presso la Cattedrale di York dall'Arcivescovo.
John morì a Cawood, nello Yorkshire, il 6 novembre 1373.

## Genealogia episcopale e successione apostolica
La genealogia episcopale è:
- Cardinale Vital du Four
- Arcivescovo John de Stratford
- Cardinale John Thoresby

La successione apostolica è:
- Vescovo William Saint-Leger (1350)
- Vescovo Reginald Brian (1350)